# Jerry Vayda
Jerome Joseph Vayda, detto Jerry (Bayonne, 18 luglio 1934 – New Orleans, 16 febbraio 1978), è stato un cestista statunitense.

## Carriera
Dopo la carriera universitaria a North Carolina, entrò nella United States Air Force, dove continuò a giocare a pallacanestro.
Con gli Stati Uniti, rappresentati nell'occasione dalla squadra della United States Air Force, ha disputato il Campionato del mondo del 1959, vincendo la medaglia d'argento.